# Die Amigos

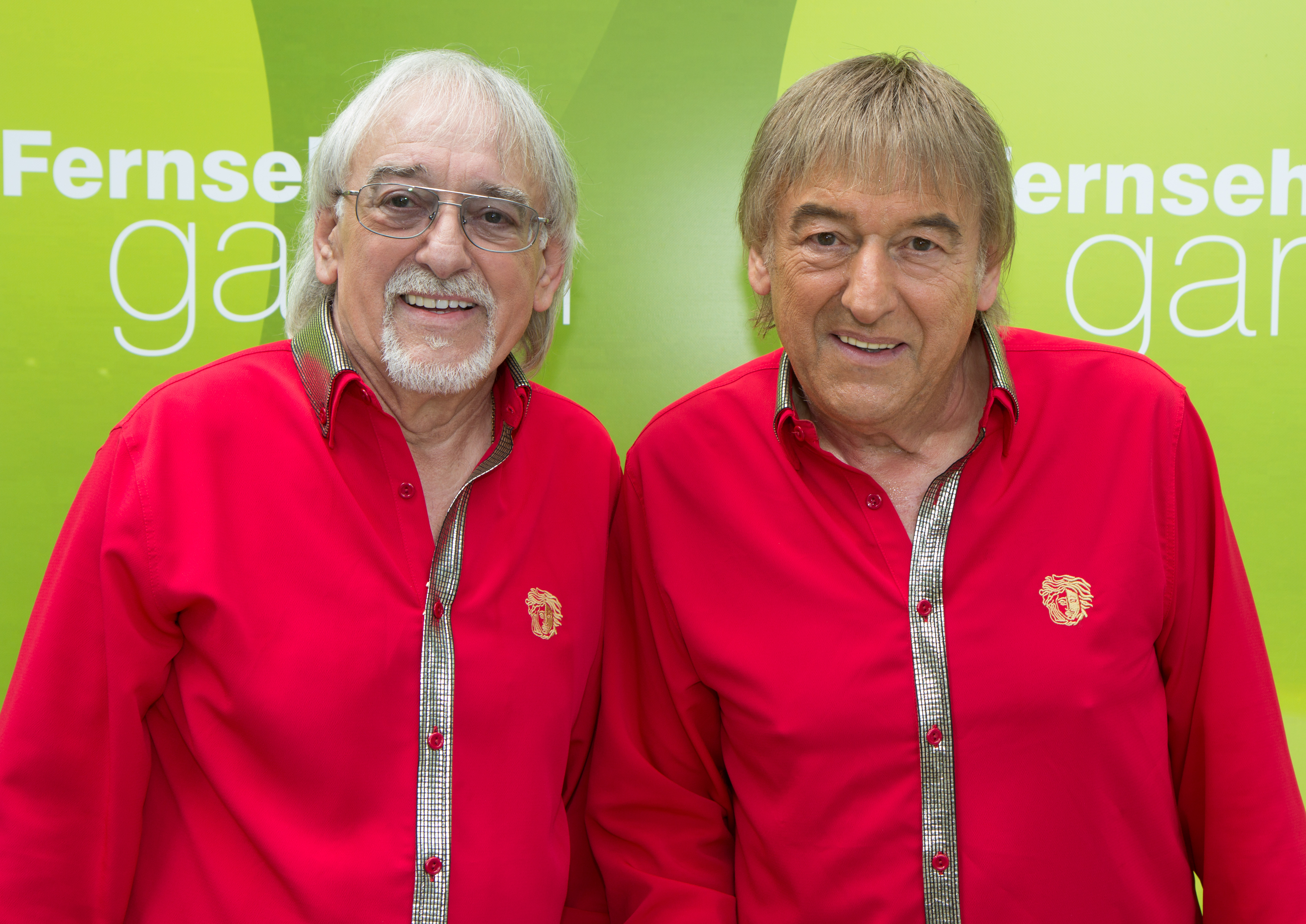
Die Amigos, 2018

Die Amigos é uma banda alemã de música.
Na Alemanha, a banda Die Amigos é uma banda popular de canções alemãs de Schlager . Bernd Ulrich (teclado e cantor), Karl-Heinz Ulrich (cantor) e Daniela Alfinito (cantora desde 2000) são membros da banda. A banda foi fundada no ano 1970.

## Discografia

### Álbuns
| Ano  | Título                                           | Posições do gráfico de pico | Posições do gráfico de pico | Posições do gráfico de pico | Posições do gráfico de pico | Números de vendas |
| Ano  | Título                                           | GER                         | AUT                         | DEN                         | SWI                         | Números de vendas |
| ---- | ------------------------------------------------ | --------------------------- | --------------------------- | --------------------------- | --------------------------- | ----------------- |
| 1989 | Liebe und Sehnsucht                              | -                           | -                           | -                           | -                           |                   |
| 1990 | Alles Liebe, alles Gute                          | -                           | -                           | -                           | -                           |                   |
| 1993 | Schenk mir bitte diese Nacht                     | -                           | -                           | -                           | -                           |                   |
| 1994 | Sehnsucht em ihrem Herzen                        | -                           | -                           | -                           | -                           |                   |
| 1996 | Sterne von Santa Monica                          | -                           | -                           | -                           | -                           |                   |
| 2000 | Zwischen Liebe und Wahnsinn                      | -                           | -                           | -                           | -                           |                   |
| 2002 | Herz an Herz                                     | -                           | -                           | -                           | -                           |                   |
| 2006 | … Durchs Feuer                                   | 66                          | 25                          | -                           | -                           | Vendas: + 110.000 |
| 2006 | Ich steh 'wieder auf                             | 58                          | 48                          | -                           | -                           | Vendas: + 100.000 |
| 2006 | Weihnachten Daheim                               | 56                          | 17                          | -                           | -                           | Vendas: + 130.000 |
| 2007 | Der helle Wahnsinn                               | 1                           | 2                           | -                           | 8                           | Vendas: + 335.000 |
| 2008 | Es lebe die Freundschaft(junta com Die Ladiner ) | 55                          | 7                           | -                           | -                           | Vendas: + 10.000  |
| 2008 | Ein Tag im Paradies                              | 7                           | 3                           | -                           | 13                          | Vendas: + 235.000 |
| 2009 | Zwei Herzen aus Gold                             | 96                          | -                           | -                           | -                           | Vendas: + 10.000  |
| 2009 | Sehnsucht, die wie Feuer brennt                  | 5                           | 2                           | -                           | 18                          | Vendas: + 220.000 |
| 2010 | Weißt du, was du für mich bist?                  | 2                           | 1                           | -                           | 3                           | Vendas: + 220.000 |
| 2011 | Mein Himmel auf Erden                            | 1                           | 1                           | -                           | 4                           | Vendas: + 120.000 |
| 2012 | Bis ans Ende der Zeit                            | 1                           | 1                           | -                           | 2                           | Vendas: + 200.000 |
| 2012 | Weihnachten mit den Amigos                       | 15                          | 8                           | -                           | 53                          |                   |
| 2013 | Im Herzen Jung                                   | 1                           | 1                           | -                           | 5                           |                   |
| 2014 | Unvergessene Schlager                            | 5                           | 3                           | -                           | 6                           |                   |
| 2014 | Sommerträume                                     | 1                           | 1                           | 19                          | 1                           |                   |
| 2015 | Santiago Blue                                    | 1                           | 1                           | -                           | 1                           |                   |
| 2015 | Unsere 20 schönsten Weihnachtslieder             | -                           | 58                          | -                           | -                           |                   |
| 2016 | Wie ein Feuerwerk                                | 1                           | 1                           | -                           | 1                           |                   |
| 2017 | Zauberland                                       | 1                           | 2                           | -                           | 1                           |                   |
| 2018 | 110 Karat                                        | 1                           | 1                           | -                           | 1                           |                   |
| 2019 | Best of Fox - Das Tanzalbum                      | 8                           | 21                          | -                           | 13                          |                   |
| 2019 | Die 30 schönsten Sommerschlager                  | -                           | 72                          | -                           | -                           |                   |
| 2019 | Babilônia                                        | 1                           | 2                           | -                           | 1                           |                   |
| 2019 | Unsere Lieder, unser Leben                       | -                           | 63                          | -                           | -                           |                   |
| 2020 | 50 Jahre - 50 Hits                               | -                           | 70                          | -                           | -                           |                   |
| 2020 | 50 Jahre: Unsere Schlager von damals             | 1                           | 1                           | -                           | 3                           |                   |
| 2020 | Tausend Träume                                   | 1                           | 1                           | -                           | 1                           |                   |

## Livros de canções
(Língua alemã)
- 2006: Das Beste der Amigos Songbuch
- 2006: Melodien der Herzen Songbuch
- 2006: Ihre großen Erfolge Songbuch
- 2006: Weihnachten daheim Songbuch
- 2007: Der helle Wahnsinn Songbuch
- 2008: Ein Tag im Paradies Songbuch
- 2008: CD- & Buch-Kombination
- 2009: Sehnsucht, die wie Feuer brennt Songbuch

## Prêmios
- 2011: Echo
- 2009 e 2010: Krone der Volksmusik